# ラシド・ヌルガリエフ

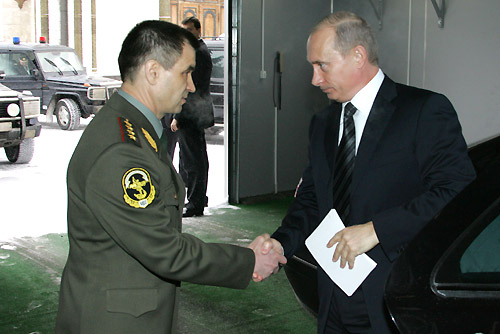
プーチン大統領(右)と（2006年）

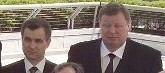
コロンビア特別区ワシントン市にてウラジーミル・ウスチノフ検事総長と（2004年5月11日）

ラシド・グマロヴィチ・ヌルガリエフ（ロシア語: Раши́д Гума́рович Нургали́ев、タタール語: Рәшит Гомәр улы Нургалиев、ラテン文字表記の例：Rashid Gumarovich Nurgaliyev、1956年10月8日 - ）は、ロシア連邦の政治家、職業的諜報員。2004年から2012年まで第6代ロシア連邦内務大臣。KGB出身のシロヴィキ、上級大将。ミハイル・カシヤノフ内閣で内務大臣代行。第1次ミハイル・フラトコフ内閣、第2次ミハイル・フラトコフ内閣、ヴィクトル・ズプコフ内閣及び第2次ウラジーミル・プーチン内閣で内務大臣を務めた。

## 経歴
1956年10月8日にソビエト連邦のカレリア自治共和国のナドヴォイツイにて、民警（警察）職員の家庭に誕生する。民族的にはタタール人。1974年、カレリア自治ソビエト社会主義共和国ナドヴォイツイ町の中学校を卒業。同年、O.V.クーシネン名称ペトロザヴォーツク国立大学に入学し、1979年に卒業した。
1979年から1981年まで、カレリア自治ソビエト社会主義共和国ナドヴォイツイ町の学校の物理学講師として働いた。
1981年、カレリア自治ソビエト社会主義共和国KGBに勤務し、カレワリ地区班及びコストムク市課の作戦係からメドヴェジェゴルスク地区班長及びカレリア共和国テロ対策課長までを歴任した。
1995年から、連邦防諜庁（FSK）、後にFSBの中央機構において、組織監察局主任監察官、内査局課長として勤務し、1998年から1999年まで、ロシア連邦大統領監督総局の課を指導した。1999年から、経済保安部密輸・麻薬不法流通対策局を指揮し、その後、FSB次官兼監察局長となった。
2002年、内務第一次官に任命。2004年3月9日、内務大臣に任命。

## 人物
妻帯で2児を有する。経済科学準博士。好きな町はペトロザヴォーツク。